# Civil
Pour les articles homonymes, voir Civil (homonymie).
Un civil est, par opposition à un militaire, une personne qui n'est pas membre d'une armée. Cette catégorie est protégée par le droit international humanitaire.

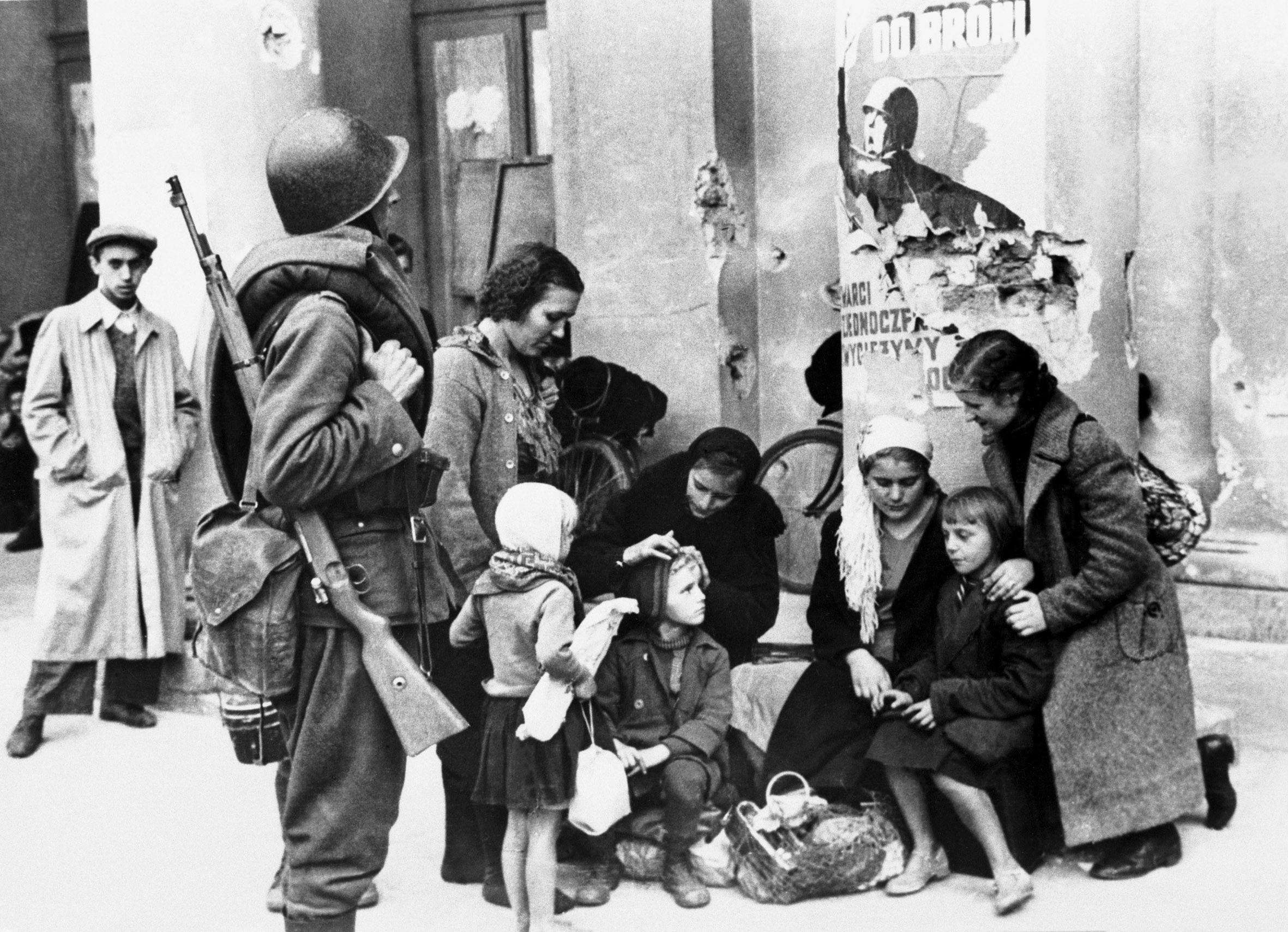
Varsovie, 1939 : réfugiés et soldat.

## Civil en général
D'une manière générale, le terme civil désigne tout ce qui relève des non-militaires en général et des citoyens en particulier. C'est ainsi que l'on parle :
- d'aviation civile,
- de protection civile, ensemble des moyens visant à la protection des civils en temps de paix comme de guerre,
- d'état civil, un mode de constatation des principaux faits relatifs à l'état des personnes (parents, date et lieu de naissance, etc.),
- de droit civil, un ensemble de lois régissant les droits et devoirs de chacun,
- ou encore de guerre civile, une guerre opposant les citoyens d'un même pays.

## Civil et militaire

### Les civils en temps de guerre
S'attaquer délibérément à un civil en temps de guerre est considéré, par la Convention de Genève, comme un crime de guerre. Cependant, il arrive couramment que les civils soient des victimes de guerre, notamment lors des bombardements. Le jargon militaire les considère alors comme des dommages collatéraux.
En 1977, le Protocole I aux Conventions de Genève précise dans son article 50 que, notamment, « est considérée comme civile toute personne n'appartenant pas à l'une des catégories visées à l'article 4 A, 1), 2), 3), et 6) de la IIIe Convention et à l'article 43 du présent Protocole. En cas de doute, ladite personne sera considérée comme civile ».

### Biens civils en temps de guerre
Pour l'article 52 du 1er Protocole additionnel aux Convention de Genève sont biens de caractère civil tous les biens qui ne sont pas des objectifs militaires. Soit ne sont pas civils les biens qui, par leur nature, leur emplacement, leur destination ou leur utilisation apportent une contribution effective à l'action militaire et dont la destruction totale ou partielle, la capture ou la neutralisation offre en l'occurrence un avantage militaire précis.

### Juridictions d'exception
Bien que les militaires n'aient aucune autorité sur les civils (c'est le rôle de la police), certaines juridictions d'exception (décrétées généralement en temps de crise), peuvent transférer une partie ou l'intégralité du maintien de l'ordre à l'armée. C'est notamment le cas de la France avec l'état de siège (à ne pas confondre avec l'état d'urgence).

### Le cas des civils combattants
Il peut arriver que des civils prennent les armes pour résister à une force, un État militaire ou une force d'occupation étrangère, on parle alors de résistance. Le pouvoir dominant quant à lui les considère bien souvent comme des terroristes.

## Civil et religieux
Dans deux domaines au moins, des sens civil et religieux séparés existent, même si non exclusifs, surtout en Occident :

### Droits et cérémonie
Ils concernent en particulier certains sacrements :
- Mariage civil et diverses formes d'Union civile selon les pays ;

En France, le mariage civil doit précéder le mariage religieux.
- Baptême civil pour célébrer la naissance d'un enfant en dehors d'une référence religieuse.

### Circonscriptions religieuses ou territoriales
- Paroisse civile, subdivision administrative dont le périmètre est calqué sur la paroisse religieuse.
- Diocèse a d'abord désigné, dans l'Empire romain, une division du territoire regroupant plusieurs provinces romaines, avant de désigner un diocèse religieux.